# Re-Animator 2
Série
Re-Animator
(1985) Beyond Re-Animator
(2003)
Pour plus de détails, voir Fiche technique et Distribution.
Re-Animator 2 : La Fiancée de Re-Animator (Bride of Re-Animator) est un film américain de Brian Yuzna sorti en 1990.

## Synopsis
Après leurs méfaits commis dans la ville d'Arkham, le docteur Herbert West et son complice, l'étudiant Dan Cain, se sont réfugiés en Amérique latine. De retour dans leur pays avec un nouveau sérum particulièrement perfectionné, ils se proposent de réanimer la fiancée de Dan Cain dont il ne peut oublier la disparition avec le corps d'une jeune femme sur le point de mourir. Le résultat n'est pas tout à fait celui qu'ils attendaient, surtout pour la fiancée.

## Fiche technique
- Titre original : Bride of Re-Animator
- Titre : Re-Animator 2 ; La Fiancée de Re-Animator (sous-titre)
- Réalisation : Brian Yuzna
- Scénario : Rick Fry et Woody Keith
- Musique : Richard Band
- Décors : Philip Duffin
- Costumes : Robin Lewis-West
- Photographie : Rick Fichter
- Montage : Peter Teschner (en)
- Production : Hidetaka Konno, Michael Muscal, Keith Walley, Paul White et Brian Yuzna
- Pays de production : États-Unis
- Format : Couleurs - 35 mm - 1,33:1 - Stéréo
- Genre : Horreur, science-fiction
- Durée : 96 minutes
- Dates de sortie : 
  - Canada : 8 septembre 1990 (festival de Toronto)
  - France : 14 novembre 1990
  - USA : 22 février 1991
- Interdit aux moins de 12 ans

## Distribution
- Jeffrey Combs (V. F. : Yves-Marie Maurin): le docteur Herbert West
- Bruce Abbott (V. F. : Daniel Beretta): le docteur Dan Cain
- Claude Earl Jones (V. F. : Jean-Claude Michel): le lieutenant Leslie Chapham
- Fabiana Udenio (V. F. : Céline Monsarrat): Francesca Danelli
- David Gale (V. F. : Marc de Georgi): le docteur Carl Hill
- Kathleen Kinmont : Gloria
- Mel Stewart (V. F. : Med Hondo): le docteur Graves
- Irene Forrest : l'infirmière Shelley
- Michael Strasser : Ernest
- Mary Sheldon : Meg Halsey
- Marge Turner : la réanimée Elizabeth Chapham
- Johnny Legend : le réanimé au corps squelettique
- David Bynum : le réanimé noir

## Distinctions
- Nominations au Saturn Award du meilleur film d'horreur et du meilleur second rôle masculin pour Jeffrey Combs en 1991.